# Gaurax africanus
Gaurax africanus är en tvåvingeart som beskrevs av Curtis W. Sabrosky 1951.
Gaurax africanus ingår i släktet Gaurax och familjen fritflugor. Artens utbredningsområde är Uganda. Inga underarter finns listade i Catalogue of Life.